# Uśpiony obóz
Uśpiony obóz (Sleepaway Camp ) – amerykański horror filmowy z 1983 roku, reprezentujący powstały na przełomie lat siedemdziesiątych i osiemdziesiątych podgatunek slasher.
Film, mimo nieprzychylnych recenzji krytyków, spotkał się z pozytywnym przyjęciem wśród widzów, co przyczyniło się do powstania czterech jego kontynuacji w latach: 1988, 1989, 2002 oraz 2008 (zapowiadana jest realizacja kolejnych sequeli).
Projekt napisał, wyreżyserował i wyprodukował wykonawczo, a następnie zadedykował swojej matce debiutant, Robert Hiltzik. Finałowa scena Sleepaway Camp uznawana jest za jedno z najbardziej szokujących zakończeń w dziejach filmowego horroru. Film znany jest także ze swojego kampowego stylu.

## Fabuła
Po tajemniczej śmierci rodziny nieśmiała Angela Baker przenosi się wraz ze zdziwaczałą ciotką Marthą w sąsiedztwo równie ekscentrycznego kuzyna Ricky’ego. Ciotka ma dość zajmowania się ponurą Angelą, dlatego wysyła zarówno ją, jak i Ricky’ego, do wakacyjnego obozu dla młodzieży, położonego nad jeziorem Arawak. Tuż po przyjeździe dwójki zaczyna w nim dochodzić do serii morderstw... Kolejne wydarzenia, prezentowane podczas trwania filmu, prowadzą do zaskakującego finału.

## Obsada
- Felissa Rose − Angela Baker
- Jonathan Tiersten (w czołówce jako Jonathan Tierston) − Richard „Ricky” Thomas
- Karen Fields − Judy
- Christopher Collet − Paul
- Mike Kellin − Mel
- Katherine Kamhi − Meg, obozowa opiekunka
- Paul DeAngelo − Ronnie, ratownik
- Tom Van Dell − Mike
- Loris Sallahian − Billy
- John E. Dunn (w czołówce jako John Dunn) − Kenny
- Willy Kuskin − Mozart
- Desiree Gould − ciotka Martha Thomas
- Owen Hughes − Artie, kucharz
- Robert Earl Jones − Ben
- Susan Glaze − Susie, opiekunka
- Frank Trent Saladino − Gene, opiekun
- Michael C. Mahon (w czołówce jako Mike Mahon) − Hal, ratownik
- Allen Breton − Frank, policjant
- nieznany aktor − Peter, brat Angeli (w wieku dziecięcym)
- Dan Tursi − John, ojciec Angeli i Petera
- James Paradise − Lenny, kochanek Johna

## Realizacja i wydanie filmu
Film powstał niskim budżetem (szac. 350 000 USD) na terenie stanu Nowy Jork (Argyle, Fort Edward, Glens Falls, Lake Luzerne). Koszty produkcji zwróciły się twórcom już podczas pierwszego tygodnia kinowej emisji obrazu w Stanach Zjednoczonych; zyski z dystrybucji wyniosły wówczas 430 000 dolarów.
Wydanie filmu sprawiało problemy ze względu na brutalne sceny uśmiercania lub okaleczania bohaterów. Organizacja Motion Picture Association of America (MPAA) zleciła realizatorom przemontowanie sceny śmierci jednej z postaci drugoplanowych (Judy), ponieważ była ona zbyt makabryczna.
Na przestrzeni kilkudziesięciu lat od swojej premiery projekt urósł do rangi filmu kultowego.

### Krytyka wątku transgenderycznego
Istotny dla filmu jest wątek transgenderyczny, który to, według wielu zainteresowanych, przedstawia jednostki transpłciowe w złym świetle. W swojej pracy doktorskiej dr Joelle Ruby Ryan przytacza Uśpiony obóz jako przykład dzieła cementującego negatywne stereotypy na temat tej grupy społecznej, poprzez ukazanie tzw. archetypu „transseksualnego potwora”. „Podczas gdy wiele osób transgender ginie w zbrodniach nienawiści, w przypadku tego filmu rzeczywistość zostaje odwrócona − to transpłciowy chłopiec okazuje się być mordercą. W ten sposób twórcy wzmacniają fobie przed problemami tożsamości płciowej”, napisała Ryan.